# Аргинбаєв Габіт Бікмухаметович
Габіт Бікмухаметович Аргинбаєв (1856–1921) — сесен-імпровізатор, кураїст, збирач башкирського фольклору.

## Біографія
Габіт Бікмухаметович Аргинбаєв (Габіт-сесен) народився в 1856 році в поселенні Ідрісово Верхньоуральского повіту Оренбурзької губернії (Верхньоідрісово Баймакського району РБ).
Майстерності гри на кураї і розповіданню історій навчався у Ішмухамет-сесена.
Мав великий виконавський репертуар.
Від Габіт-сесена на початку 20 століття М. А..Бурангулов записав башкирські легенди і перекази, пісню «Урал», ряд епосів і кубаїрів: «Урал-батир», «Акбузат», «Карахакал», «Кусяк-бій» (див. «Бабсак менэн Кусяк»), «Иҙел менән Яйыҡ» («Ідель і Яїк»), «Юлай менэн Салауат», «Тамъян» («Тамьян»), «Батырша», «Байыҡ айҙар сәсән» («Баік-айдар-сесен»); вірші Салавата Юлаєва «Ағиҙелкәй ага ҡая аралап…» («Агідель тече серед бурих скель…»), «Сәстәреңдең толом сулпылары…» («Моністи твоїх кос мені навіюють…»), «Һауаларҙа осҡан, ай, яғылбай…» («Яструб, що летить, готовий накинутися…») та ін. Баїти «Ҡурай бәйете» («Баїт про курай»), «Һаҡмар бәйете» («Баїт про Сакмар»).
Габіт Аргинбаєв — автор віршів «Аусы мажаралары» («Пригоди мисливця»), сатиричних куплетів.
У 1912 році в поселенні Якупово Оренбурзької губернії і місті Оренбург на честь 100-річчя перемоги у війні 1812 року переміг у змаганнях кураїстів і оповідачів. Переміг і в 1920 році в конкурсі кураїстів у Стерлітамаку.